# Vilniaus Vingis
AB Vilniaus Vingis war ein Unternehmen in der litauischen Hauptstadt Vilnius. Es verarbeitete Metall und produzierte technologische Ausrüstung für die Kunststoffindustrie und den Aluminiumguss. Andere Gebiete waren technologisches Gerätedesign, Anpassung und Installation, Reparatur und Wartung, nicht-Standard-Geräte aus Edelstahl, Konstruktion und Fertigung.

## Geschichte
Der Betrieb wurde 1959 als Vilniaus televizijos mazgų gamykla in Sowjetlitauen errichtet. Dann wurde sie zu Vilniaus radijo komponentų gamykla, später zu AB "Vilniaus Vingis". Am 6. Oktober 2005 wurde UAB Vilniaus Vingio mechanika errichtet. Es hat 51 Mitarbeiter (2014). Direktor ist Rimvydas Savickas. Die Produkte wurden in allen Republiken der Sowjetunion verkauft. Im Betrieb gab es 5000 Mitarbeiter. Er wurde von Vaclovas Šleinota geleitet.
Das Unternehmen AB Vilniaus Vingis wurde nach ISO 9001:2000 und ISO 14001 zertifiziert. Die Produktion wurde von Samsung SDIHU (Ungarn) und Thomson Displays Polska Sp. z o.o. (Polen) gekauft. "Vilniaus Vingis" war mit der Kapitalisation von 46,8 Mio. Litas (13 Mio. Euro) an der Börse Vilnius notiert. Es gab zwei Gewerkschaften: Akcinės Bendrovės "Vilniaus Vingis" Darbininkų Sąjunga (Arbeiter) und Akcinės Bendrovės "Vilniaus Vingis" Inžinierių Profsąjunga (Ingenieure). Am 24. Februar 2011 wurde das Insolvenzverfahren dem übernannten AB "Unikalios investicijos" beim Bezirksgericht Kaunas eröffnet. Am 24. März 2014 AB "Unikalios investicijos" wurde aufgelöst.
Der Sitz war bei Savanorių prospektas 176, LT-03154 Vilnius.